# Álvaro Gregório
Pour les articles homonymes, voir Gregorio.
Álvaro Gregório, de son nom complet Álvaro Augusto Magalhães Gregório, est un footballeur portugais né le 25 août 1972 à Porto. Il évoluait au poste d'arrière gauche.

## Biographie
Il est finaliste de l'Euro espoirs 1994.

## Carrière
- 1991-1993 :  SC Salgueiros
- 1993-1994 :  FC Paços de Ferreira
- 1994-1995 :  CF Belenenses
- 1995-1998 :  UD Leiria
- 1998-1999 :  CD Feirense
- 1999-2000 :  Naval
- 2000-2001 :  USC Paredes
- 2001-2003 :  SC Vila Real
- 2003-2005 :  Sporting Mertzig[1],[2]

## Palmarès

### En sélection
- Finaliste de l'Euro espoirs en 1994